# Jakob Burger
Pour les articles homonymes, voir Burger.
Jakob Burger (né le 11 août 1896 à Dillingen/Saar, mort le 7 juin 1944 à Stuttgart) est un résistant au nazisme allemand.

## Biographie
Jakob Burger grandit à Dillingen dans une famille catholique. Il suit un apprentissage de ferronnerie chez Dillinger Hütte puis travaille pour Meguin Mineraloelwerke jusqu'à sa démission. Il intègre la distribution des eaux de la ville de Dillingen. En 1924, il rejoint le SPD et milite dans le Front unique. Il est recensé comme quelqu'un de très actif ; à partir de 1935, il est ciblé par la Gestapo locale. Il est licencié et sera au chômage pendant six ans et demi. Le bureau pour l'emploi donne pour raison officielle un raccourcissement de la hanche, mais le bureau est au courant de son activité politique. Il travaille brièvement en septembre 1939 comme auditeur dans l'usine Junkers à Magdebourg, mais ne retrouve un travail dans un long terme dans l'usine de poêles Bartz à Dillingen qu'en 1941. Après une dispute avec le directeur local, il est libéré en octobre 1943 et arrêté quelques jours plus tard.
Le 27 mars 1944, Burger est condamné à mort par la Volksgerichtshof pour préparation à une haute trahison et démoralisation des troupes. Plusieurs employés et le directeur Jakob Bartz donnent des témoignages contre Burger en l'accusant de propagande communiste et d'activités antifascistes dans l'entreprise. Les déclarations sont probablement inventées, une activité antifasciste de Burger ne peut pas être prouvée, le jugement est basé uniquement sur les déclarations du directeur. Le 7 juin 1944, la peine est exécutée à la prison d'Urbanstrasse à Stuttgart.

## Commémoration
En 1946, Burger est commémoré dans la première édition de Volksstimme. En son honneur, la Göbenstrasse à Dillingen est renommée Jakob-Burger-Straße. Dix ans plus tard, après le traité sur la Sarre, la désignation est annulée. Près de quarante ans plus tard, en 1995, une place de la Göbenstrasse est rebaptisée Jakob-Burger-Platz.